# ITALC
iTALC (Enseñanza inteligente y aprendizaje con computadoras) es una software libre de e-learning que permite a un profesor tomar el control para realizar demostraciones a los estudiantes en un aula de informática en red.
El programa fue desarrollado como una alternativa libre del software MasterEye utilizando la biblioteca Qt.
Las versiones del software están disponibles para Linux y Windows. iTALC funciona incluso en un entorno heterogéneo. Por ejemplo, un profesor con un portátil con Linux puede administrar una red bajo Windows.
En la base de todas las funciones existe un protocolo "Remote Frame Buffer" (RFB) ampliado. Es un protocolo sencillo para el acceso remoto a las interfaces gráficas de los usuarios. iTALC trabaja únicamente con las conexiones  TCP, lo que tiene la ventaja de que sea posible la administración remota sobre el cortafuegos local.

## Instalación
La instalación del cliente maestro iTALC se realiza en un ordenador "maestro". La implementación "alumno" se debe hacer en las restantes computadoras.
La seguridad para evitar que algún intruso de fuera de la clase pueda entrar en los ordenadores se garantiza mediante criptografía asimétrica: una llave pública copiada en cada equipo "alumno" y una llave privada que permanece en el equipo maestro.

## Características
iTALC ha sido diseñado para su uso en las escuelas y empresas . Ofrece muchas oportunidades para los maestros, tales como:
- Ver lo que sucede en el equipo del alumno, utilizando el modo de vista previa y se pueden hacer capturas de pantalla
- Tomar el control remoto del ordenador para ayudar al estudiante
- Ver una demostración en vivo (ya sea en pantalla completa o en una ventana) de la pantalla del profesor en todas las computadoras de los estudiantes
- Bloquear el ordenador para centrar la atención en el profesor
- Enviar mensajes a los estudiantes en forma de texto
- Encender, apagar y reiniciar los equipos a distancia
- Abrir y cerrar una sesión remota
- Ejecutar comandos / scripts
- Educación en el hogar - la tecnología de red no se limita a una subred, por lo que los estudiantes pueden participar desde su casa a través de las lecciones de VPN - simplemente mediante la instalación del cliente con la clave pública iTALC

## Veyon reemplaza iTALC
En abril de 2017, el desarrollador Tobias Doerffel ha anunciado la parada del desarrollo de iTALC y su sustitución por el software Veyon (abreviatura de Virtual Eye On Networks).
La última versión de iTALC llevando el número 3, la primera versión estable de Veyon es la 4.0.0 del 12 de septiembre de 2017.